# 芹沢遥
芹沢 遥（せりざわ はるか、1984年3月27日 - ）は、日本の元AV女優。
出身地：神奈川県。血液型：B型。身長：157cm、スリーサイズ：B83（C-70） / W58 / H86。趣味：映画鑑賞。特技：バドミントン。

## 略歴
- 2003年2月 - 『BE FREE！』でマックス・エー専属女優としてAVデビュー。
- 2003年8月 - 『結婚しようよ。 』でSODクリエイトよりセルデビュー。

現在は引退している。

## 作品

### アダルトビデオ
2003年
- BE FREE！（2003年2月21日、マックス・エー）
- LOVE POTION （2003年3月28日、マックス・エー）
- 感受（2003年4月25日、マックス・エー）
- 女教師狩り in 芹沢遥 （2003年5月30日、マックス・エー）
- 監禁ボディドール（2003年6月27日、マックス・エー）
- 遥クライシス（2003年7月25日、マックス・エー）
- 結婚しようよ。（2003年8月3日、SODクリエイト）
- デジモでヌイて（2003年9月5日、SODクリエイト）
- 女子アナ遥の○本中継（2003年10月4日、SODクリエイト）
- 女子大生レイプ 〜美肉狩り〜（2003年11月20日、SODクリエイト）

2004年
- バーチャルEX 励ましナースの痴女日記！！　（2004年2月8日、アイデアポケット）
- DIGITAL CHANNEL　（2004年3月8日、アイデアポケット）
- 麗しのフェロモン中出しオナペット　（2004年3月12日、隼エージェンシー）
- 凌辱仕置人スペシャル　女処刑人　凌辱人間狩り　（2004年5月8日、アタッカーズ）…共演:灘ジュン、岡崎美女、長谷川美紅、桜田さくら
- デスクの下の花子さん （2004年6月1日、エンゲル）…共演:水野ちか
- 完全なるラチカン（拉致監禁）　（2004年6月8日、アタッカーズ）

### 映画
- 飼育の部屋 連鎖する種（2004年） - 結城さとみ